# Albert Haussmann
Albert Haussmann (ur. 10 października 1892, zm. 16 października 1918) – as lotnictwa niemieckiego Luftstreitkräfte z 15 potwierdzonymi  zwycięstwami w I wojnie światowej.
Albert Haussmann w 1916 roku służył w jednostce bojowej Luftstreitkräfte Kasta 26 należącej do Kagohl 5 na samolotach dwumiejscowych jako pilot. W jednostce odniósł swoje pierwsze zwycięstwo powietrzne 22 października 1916 roku ze swoim obserwatorem kapitanem Lincke. W pierwszych miesiącach 1917 roku służył w Schusta 8 skąd 13 kwietnia został przeniesiony do eskadry myśliwskiej Jagdstaffel 23. 24 kwietnia odniósł swoje drugie zwycięstwo. 25 czerwca został przeniesiony do Jagdstaffel 15. Kolejnym przydziałem Haussmanna była Jagdstaffel 15. W jednostce odniósł jeszcze 8 zwycięstw, powiększając swoje konto do 15.
16 października w czasie lotu bojowego doświadczony pilot został zestrzelony przez obronę przeciwlotniczą. Ratował się skokiem z palącego samolotu Fokker D.VII. Jego spadochron się nie otworzył i Haussmann zginął na miejscu.

## Odznaczenia
- Krzyż Żelazny I Klasy
- Krzyż Żelazny II Klasy